# Skanner (radio)
 For alternative betydninger, se Skanner. (Se også artikler, som begynder med Skanner)
En radioskanner (eller radioscanner) – også kendt som politiskanner (politiscanner), frekvensskanner (frekvensscanner) eller i udvalgte kredse blot skanner (scanner), er en hardwareenhed, der er beregnet for afsøgning af frekvensområder og modtagelse af bølgebåren kommunikation.
Hvad folk bruger skannere til er meget individuelt, men det det mest udbredte er at lytte til politiets og beredskabets transmissioner. Folk der lytter til det kan være alt fra journalister, professionelle fotografer og skadestedsfotografer til almindelige folk, der blot er nysgerrige, brand- og politifolk, der har fri men som har en faglig interesse eller folk der kan have et kriminelt ærinde for øje.
Dernæst er lytning til flytrafik ret udbredt – især blandt flyspottere, der vil vide hvad der foregår. På tilsvarende vis er det med maritim trafik.
Andre tjenester der lyttes til er for eksempel militær, vognmænd, vagttjenester og ældreplejen.

## Brugen af en skanner
En skanner kan som udgangspunkt bruges på to forskellige måder: Til søgning eller til skanning.
Ved en søgning vælges en øvre og en nedre frekvens, samt et frekvensinterval (såkaldt step).
Hvis man f.eks. finde ud af hvad der er af flykommunikation, skal man afsøge frekvensområdet 118.000-137.000 MHz.
Derfor indtastes 118.000 MHz som nedre frekvens og 137.000 MHz som øvre frekvens (bemærk: Der anvendes engelsk kommategn, altså det vi kalder punktum). Så skal der indtastes et frekvensinterval. Frekvensintervallet er delvist erfaringsbaseret, delvist hvad man kan læse sig til på internettet og andre steder, delvist hvad skanneren er forprogrammeret med. For flykommunikation er det gængse interval 25 kHz (= 0.025 MHz).
Når man så beder skanneren om at starte, vil skanneren nu stille ind på først 118.000 MHz, så 118.025 MHz, 118.050 MHz, 118.075 MHz osv. ind til den kommer frem til en frekvens med aktivitet eller den når til den øvre frekvens. 
Ved skanning skal skanneren være forprogrammeret med nogle frekvenser. Disse forprogrammerede frekvenser kaldes kanaler.
Det kunne for eksempel være de anvendte frekvenser for Aalborg Lufthavn. Der anvendes ca. 40 frekvenser, der spænder fra 118.300 MHz til 417.9375 MHz i området ved Aalborg Lufthavn. Skulle man lytte med ved søgning ville der gå lang tid før man har afdækket hele frekvensområdet blot en enkelt gang. Kender man til gengæld de anvendte frekvenser og har programmeret skanneren med disse, er det kun de knap 40 frekvenser der skal stilles ind på. Man får derfor dækket området meget hurtigere og risikoen for at gå glip af transmissioner er nedsat betydeligt.

## Opbygningen af en skanner
Ovenstående er en principskitse af en skannersopbygning. Enhver skanner, uanset mærke og model, består af følgende komponenter:

- Modtager
- squelch
- modulator
- styring
- samt betjeningsknapper, LCD-display (alt. LED-display), squelch-knap og højtaler (nogle skannere har også eller kun tilslutning for ekstern højtaler).

Et signals vej fra luftbåren tilstand til der kommer lyd ud af højtaleren er: Antennen → modtageren → squelch → modulator → højtaler.
Antennens opgave er at "flytte" signalet fra luftbåren tilstand, til en kobberbåren tilstand. Den kobberbårene tilstand er i gennem antennekablet og frem til modtageren.
Modtageren er en enhed der er indstillet på en specifik frekvens, som den sender videre til squelchen. I modtagertrinnet kan der – og er oftest – indbygget et filter der filtrerer alle øvrige frekvenser fra og samtidigt forstærker netop den frekvens skanneren er indstillet til at modtage. 
Squelchen er en slags "portvagt" der, på baggrund af squelch-knappens indstilling, vurderer om signalet er stærkt nok til at blive sluppet igennem. Hvis det er det, bliver signalet sendt videre til modulatoren.
De fleste signaler er moduleret, hvilket vil sige at man har lavet lyden om til noget der er til at sende. For at lave signalet om til noget der kan høres og forstås igen, skal det igennem en modulator. De fleste skannere kan demodulere amplitudemodulerede (AM) og frekvensmodulerede (FM) signaler.
Til sidst er signalet fremme ved højtaleren hvor det kommer ud som forståeligt lyd.
Styringen har til opgave at fortælle modtageren hvilken frekvens den skal modtage, samt fortælle modulatoren hvilken modulationsform der skal demoduleres med. Det er også styringen der fortæller skanneren om den skal stå permanent på en frekvens, skanne eller søge. Alt efter hvad brugeren har valgt og indtastet via betjeningsknapperne. Endeligt er det også styringens opgave at præsentere den aktuelle status på et display. Som oftest er det et LCD-display men enkelte skannere anvender i stedet et LED-display.

## Anvendt udstyr
I dag er markedet for skannere ganske bredt, hvilket kan ses af, at steder som f.eks. Harald Nyborg, T-Hansen og Bilka fører skannere. Skannere fås i prislejer, på tilbud, til 400,- for skannere med begrænset funktionalitet og op til mange tusinde kroner for større og mere avancerede scannere.
De mest udbredte scannere i Danmark er af mærkerne Uniden, Yaesu, ICom og MayCom.
Alt efter hvad skanneren skal anvendes til, vil udvælgelseskriterierne variere men de mest almindelige er:
- Dækningsområde (hvilke frekvenser kan skanneren modtage)
- Antallet af kanaler (hvor mange kanaler kan skanneren huske)
- Mobil/håndholdt eller baseskanner
- Kan skanneren programmeres/styres fra en PC?
- Prisen
- Og der ud over nogle specifikke funktioner til særlig brug

## Dansk lovgivning
Reglerne for radiomodtagning i Danmark er fastsat i Lov om radiofrekvenser samt i bekendtgørelser fra IT- og Telestyrelsen.
I gamle dage, hvilket i denne forbindelse vil sige før 1. juli 1996, var den danske lovgivning meget striks. Uden speciel tilladelse var det kun tilladt at eje udstyr til modtagelse af frekvenser under 30 MHz, radiospredningsfrekvenser og radioamatørfrekvenser.
Dette blev med et slag ændret, da Folketinget vedtog en række ændringer til loven, som trådte i kraft den 1. juli 1996. Senere er loven blevet revideret flere gange primært med henblik på effektivisering af de frekvensadministrative metoder.
I den gældende lovtekst er det § 4, der er den interessante. Denne lyder i sin helhed:

§ 4. Anvendelse af radiofrekvenser kan alene ske på grundlag af tilladelse udstedt af IT- og Telestyrelsen, jf. dog stk. 2-4.

Stk. 2. IT- og Telestyrelsen fastsætter nærmere regler om, at radiofrekvenser uanset stk. 1 kan anvendes uden tilladelse, herunder begrænsninger for anvendelsen.

Stk. 3. IT- og Telestyrelsen kan efter drøftelse med forsvaret fastsætte regler om forsvarets anvendelse af radiofrekvenser, herunder at forsvarets anvendelse af radiofrekvenser uanset stk. 1 kan ske uden tilladelse.

Stk. 4. Anvendelse af radiofrekvenser i radioanlæg, der alene er indrettet til modtagning, kan uanset stk. 1 ske uden tilladelse.

Som det ses af stk. 4 i det ovenstående, så kan man altså frit anvende rene radiomodtagere.
Yderligere regler bl.a. om tavshedspligt findes i Bekendtgørelse om anvendelse af radiofrekvenser uden tilladelse samt om radioprøver og kaldesignaler m.v.
Af historisk interesse kan være bemærkningerne til det oprindelige lovforslag fra 1996. Dengang var det § 1 i loven, der omhandlede fritagelsen for tilladelse.
Ad § 1, stk. 2

I bestemmelsen fastsættes det uændret, jf. den nuværende lovs § 1, stk. 1, at radioanlæg, der benyttes i det nationale forsvars tjeneste, må oprettes og drives uden tilladelse.

Herudover fastsættes det, at samtlige radioanlæg der kun er indrettet til modtagning, må oprettes og drives uden tilladelse.

Hidtil har oprettelse og drift af radiomodtagere kun i et vist omfang været undtaget fra kravet om tilladelse. Kravet om tilladelse til oprettelse og drift af øvrige radiomodtagere har sammen med bestemmelser om tavshedspligt haft til formål så vidt muligt at sikre hemmeligholdelse af radiokommunikation, der ikke er bestemt til brug for almenheden. Andre europæiske lande (bl.a. Finland, Sverige, Tyskland og England) har haft lignende bestemmelser, der gav mulighed for at begrænse oprettelsen og driften af radiomodtagere, i disse landes nationale lovgivning, men har nu fjernet disse, uden at det så vidt vides har givet anledning til nævneværdige problemer.

Ved den foreslåede ændring bringes retstilstanden i Danmark på dette område således i princippet i overensstemmelse med retstilstanden i en række andre europæiske lande.

Med den foreslåede bestemmelse vil det herefter være tilladt at oprette og drive alle typer af radioanlæg, der kun er indrettet til modtagning af radiokommunikation, uden tilladelse. Den radiokommunikation, der vil kunne modtages, er bl.a. radiokommunikationen i de maritime radiotjenester, i luftfartsradiotjenesterne og i de landmobile radiotjenester. Kommunikationen i disse tjenester sker mellem skibe, skibe og kystradiostationer, luftfartøjer og basisstationer og mobile/bærbare radioanlæg, herunder i de såkaldte lukkede landmobile radiotjenester, som bl.a. benyttes af taxiselskaber, brandvæsener, politi m.v., og i de offentlige mobiltelefontjenester. Det er i en række af disse tjenester muligt at sikre sig mod aflytning ved at kryptere kommunikationen.

Der vil dog fortsat være adgang til at fastsætte bestemmelser om brugen af radiomodtagere, herunder bestemmelser om hemmeligholdelse af radiokommunikationen.

Det bemærkes, at det følger af Straffelovens § 263, at uberettiget aflytning af telekommunikation, herunder samtaler ført over mobiltelefon, er strafbart.

Straffelovens § 263 stk. 1:

Med bøde, hæfte eller fængsel indtil 6 måneder straffes den, som 1) bryder eller unddrager nogen et brev, telegram eller anden lukket meddelelse eller optegnelse eller gør sig bekendt med indholdet,

2) skaffer sig adgang til andres gemmer,

3) ved hjælp af et apparat hemmeligt aflytter eller optager udtalelser fremsat i enrum, telefonsamtaler eller anden samtale mellem andre eller forhandlinger i lukket møde, som han ikke selv deltager i, eller hvortil han uberettiget har skaffet sig adgang.

I "Kommenteret Straffelov – Speciel del, 5. omarbejdede udgave", står der under kommentarerne til § 263 bl.a. følgende:

Aflytning af radiosamtaler og lignende er næppe beskyttet af straffeloven, hvis det er samtaler, som ikke er teknisk sikrede mod andres lytten. Hvis der kræver særligt udstyr m.m., må bestemmelsen derimod formentlig være anvendelig.

Hvis man vil se en mere populær fremstilling af de nye regler, var der i BT den 5. juni 1996 under overskriften Vær med på en lytter hos politiet en artikel om lovændringen.
I Bekendtgørelse om anvendelse af radiofrekvenser uden tilladelse samt om radioprøver og kaldesignaler m.v. er der fastlagt regler omkring tavshedspligt:

§ 20. Indholdet og eksistensen af radiosignaler, som modtages af andre end den, for hvem de er bestemt, må ikke bruges, offentliggøres eller videregives til uvedkommende.

Stk. 2. Tavshedspligten i stk. 1 gælder ikke radiokommunikation, der er beregnet til almindelig brug for offentligheden, f.eks. nødsignaler, navigationssignaler, amatørradio, radiofoni- og fjernsynsudsendelser.

### Hvad må man så
Et er de rå lovparagraffer, et andet er tolkningen heraf. Det er rimeligt klart, at man uden tilladelse kan anskaffe alle typer rene radiomodtagere. Det kan imidlertid synes uklart, hvad man må bruge dem til.
For at få dette på det rene, følger her telestyrelsens svar på spørgsmålet, om straffelovens betydning på området:

Vedrørende scannere
Ved elektronisk postmeddelelse af 10. januar 1997 har De bl.a. anmodet om oplysning om Telestyrelsens fortolkning af straffelovens § 263 anvendelse på området vedrørende scannere.
I den anledning kan Telestyrelsen oplyse, at det af betænkning nr. 1023 fra 1984, udgivet af Justitsministeriets strafferetsplejeudvalg om politiets indgreb i meddelelseshemmeligheden, fremgår af side 57, at "anden tilsvarende telekommunikation" sidestilles med telefonsamtaler. Herved fastslås, at al fjernkommunikation af information (med undtagelse af radiokommunikation), der befordres med hjælp af elektroniske bølger eller lignende overførselsmedier, således at meddelelsen er fremme hos modtageren praktisk taget samtidig med afsendelsen, ligestilles med telefonsamtaler.
Af samme betænkning, side 67, fremgår det videre, at: "Aflytning af radiosamtaler antages ikke at være omfattet af straffelovens § 263, jf. Greve, Unmack Lassen og Lindegaard, straffeloven, speciel del, 3. udg., s. 292. Derimod vil aflytning af andres radiokommunikation uden tilladelse og videregivelse af herved modtagne oplysninger, efter omstændighederne kunne være strafbar efter reglerne i radiokommunikationsloven".
For så vidt angår afgrænsningen mellem radio- og telekommunikation, anføres det i betænkningens side 58, at: "som nævnt befordres mange telefonsamtaler, der foretages i tilknytning til det offentlige telenet, efterhånden helt eller delvist via radioanlæg. Dette gælder f.eks. telefonsamtaler fra skibe eller andre mobile telefoner. Det gælder imidlertid også i et vist omfang telefonsamtaler mellem stationære (almindelige) telefoner. I det omfang, telefonsamtalen føres trådløst fra skibe eller fra mobile telefoner, må de samtalende forudse muligheden af, at uvedkommende kommer til at aflytte samtalerne. Dette gælder imidlertid ikke samtaler mellem almindelige stationære telefoner, selvom de på en del af strækningen – uden at abonnenterne har kunnet erkende det – er befordret via radio. For at gøre reglernes anvendelsesområde så enkelt som muligt, foreslår udvalget imidlertid begrebet telefonaflytning afgrænset således, at det omfatter alle indgreb i det offentlige telefonnet – herunder den del af nettet, der betjener sig af radio – , men den radiokommunikation, der ikke har forbindelse med telefonnettet, holdes udenfor reglerne".
Afgørelsen af, hvorvidt den skete aflytning er retmæssig, beror således på en nærmere vurdering af, hvilken radiokommunikation, der aflyttes, om det er påregneligt for samtaleparterne, at andre aflytter samtalen, og om afsøgningen af den nævnte radiokommunikation retter sig mod en bestemt samtale, eller samtaler mellem personer.
Telestyrelsen skal endvidere henvise til, at det af bemærkningerne til lov nr. 470 af 12. juni 1996 om ændring af lov om radiokommunikation, side 4, fremgår, at....."Det særlige hensyn om hemmeligholdelse af radiokommunikation, der ikke er bestemt til brug for almenheden, vil kunne tilgodeses ved fastsættelse af bestemmelser om hemmeligholdelse, der retter sig mod brugerne af radioanlæg. Hertil kommer, at brugere af radioanlæg vil kunne tilgodese dette ved at kryptere kommunikationen i det omfang, det ikke i øvrigt strider mod loven... Under alle omstændigheder følger det af straffeloven, at uberettiget aflytning af telekommunikation, herunder samtaler ført over mobiltelefon, er strafbart".
Der er herved foretaget en klar sondring mellem radiokommunikation, hvoraf beskyttelse skal ske i medfør af bekendtgørelse fastsat med hjemmel i radiokommunikationsloven og telekommunikation, der allerede er omfattet af beskyttelsen i straffelovens § 263.
Telestyrelsen skal derfor gøre Dem opmærksom på, at uagtet der ikke længere kræves tilladelse til scannere, så skal radiokommunikationslovens og straffelovens regler om (uberettiget) aflytning fortsat iagttages. Telestyrelsens fortolkning af straffelovens anvendelse på dette område har således ikke ændret sig inden for det seneste halve år.
Såfremt De måtte ønske yderligere oplysninger om straffelovens § 263, skal man henvise Dem til at rette henvendelse til Justitsministeriet, under hvis ressortområde loven hører.
Med venlig hilsen
Lise Holmgaard Nielsen

Af ovenstående svar fremgår, at der klart skelnes mellem telekommunikation og radiokommunikation. Så snart det offentlige telefonnet er involveret, er der tale om telekommunikation, som det ifølge straffeloven er forbudt at aflytte uretmæssigt.
Radiokommunikation er imidlertid ikke omfattet af straffeloven men derimod af Lov om Radiokommunikation og de hertil hørende bekendtgørelser. Her ligger begrænsningerne i bestemmelserne om tavshedspligt.
Det kan derfor konkluderes, at aflytning af f.eks. politiets radio ikke er omfattet af straffeloven, da denne ikke kan klassificeres som telekommunikation.
Som det fremgår ovenfor er man forpligtet til at hemmeligholde hvad man hører og ikke viderebringe nogen form for information. Dette dækker principielt også information om hvilke frekvenser, der anvendes. Hvis oplysninger om frekvenser imidlertid er skaffet på anden vis, f.eks. ved at spørge brugeren eller ved at læse diverse frekvenslister, så er der intet til hinder for viderebringelse af informationen. Vedrørende frekvenslister, så er der ikke noget til hinder for at viderebringe oplysninger fra kommercielt tilgængelige lister. For at loven om ophavsret skal finde anvendelse er der normalt krav om, at materialet er resultat af en selvstændig kunstnerisk proces, hvilket en samling frekvensoplysninger ikke kan siges at være.